# Carmina Useros
Carmina Useros Cortés (Albacete, 24 de febrero de 1928-Albacete, 23 de marzo de 2017) fue una escritora, ceramista, pintora y gestora cultural española. Investigadora de las tradiciones gastronómicas, artesanas y culturales de Albacete, fue una de las primeras gastrónomas de España.
Fue presidenta y directora del Museo de Cerámica Nacional, miembro de número del Instituto de Estudios Albacetenses, miembro fundador de la Academia de Gastronomía Castellano-Manchega, miembro de honor del Ateneo de Albacete, directora de la Galería de Arte Cueva de la Leña y presidenta de la Asociación Gastronómica que lleva su nombre.

## Biografía
Licenciada como maestra en la Escuela Normal de Albacete, cursó estudios de Filosofía y Letras en la Universidad Complutense de Madrid. En los años 1950 enseñaba a leer y escribir a las mujeres. Hasta 1972 cocinaba para la Institución Benéfica Sagrado Corazón de Jesús de Albacete (el Cottolengo). En los años 1970 firma como única mujer una carta de apoyo a la Platajunta.
En 1968 Carmina Useros y Manuel Belmonte comenzaron a recorrer la provincia de Albacete. Fruto de ello son publicaciones como el libro de cocina Mil recetas de Albacete y su provincia (1971), o En busca de la Artesanía de Albacete (1973). La experiencia se extendería luego a viajes por toda la península ibérica y los archipiélagos Balear y Canario. Los materiales recogidos que componían la colección Belmonte-Useros serían los fondos de un museo de la artesanía del barro, inaugurado en Chinchilla de Montearagón, enclave en el que se llevaba trabajando la arcilla desde el neolítico. En 1970 recuperaron las Cuevas del Agujero de Chinchilla, habilitándolas como galería de arte.
Desarrolló una intensa labor de difusión y lectura del Quijote organizando la "Ruta del Quijote" en 1971. Luego, a partir de 1995 inició en la aldea manchega "Casa del Olivar" un ciclo de lecturas del Quijote cada primer domingo de mes, ofreciendo una comida quijotesca a quienes compartían la velada.[cita requerida]
Casada con el oftalmólogo Manuel Belmonte González, iniciaron una labor de investigación y recuperación del patrimonio cultural de Albacete y, más tarde español, en su conjunto. Fue madre de 5 hijos (Carmina, Manuel, Pilar, José Pablo y la soprano Elisa Belmonte). El novelista y gastrónomo, Manuel Vázquez Montalbán habla de ella en su novela La Rosa de Alejandría como "la eximia Carmina Useros".

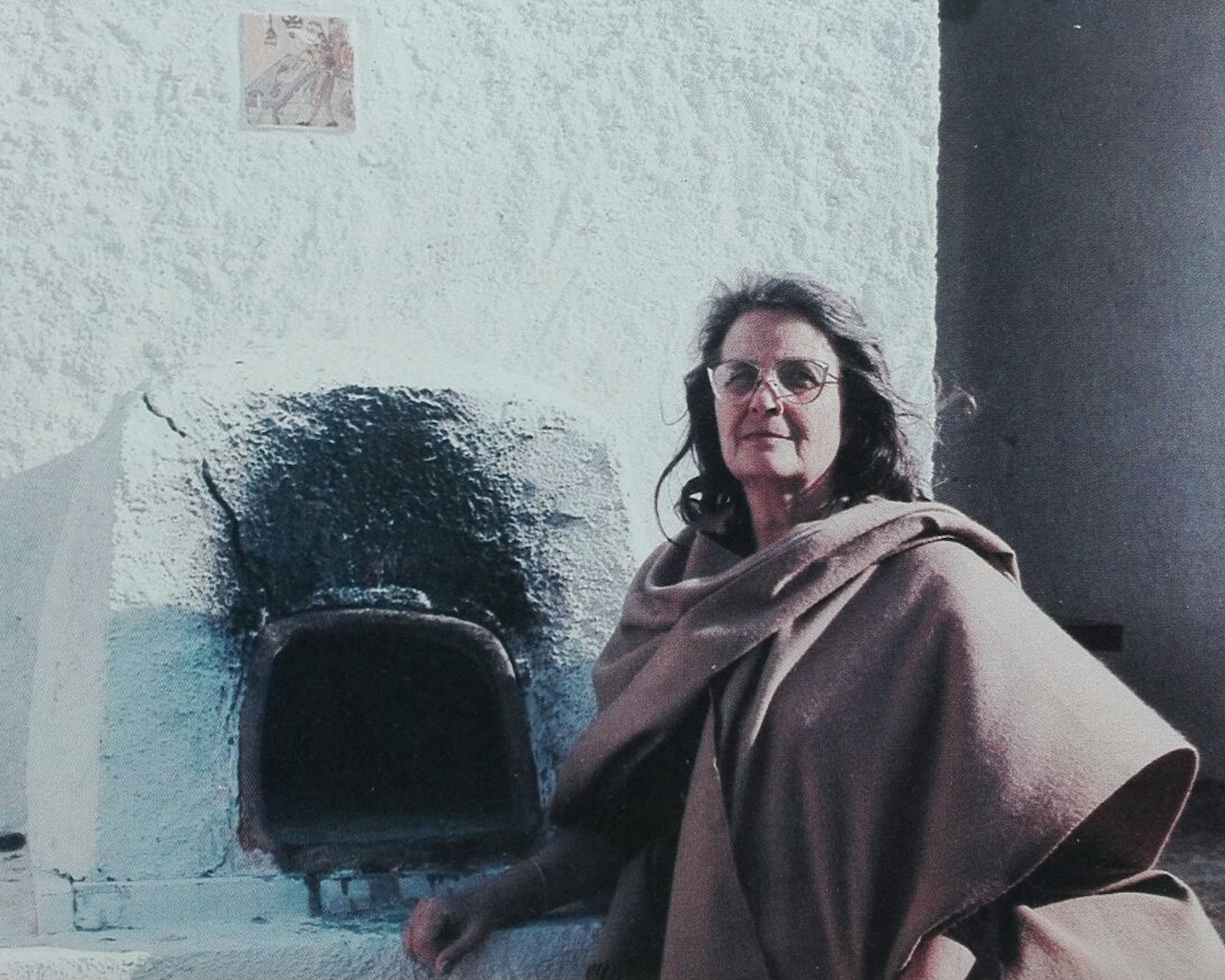
Carmina Useros, junto a un primitivo horno de leña.

## Publicaciones
Carmina Useros es autora de monografías sobre gastronomía y etnografía de Albacete y Castilla-La Mancha, entre las que pueden mencionarse Cocina de Albacete. Mil recetas de Albacete y su provincia, que tuvo tres ediciones (1971, 1992 y 2001), y En busca de la Artesanía de Albacete (1973) o Fiestas populares de Albacete y su provincia (1980).

## Premios y distinciones
Recibió el premio Albaceteño del año en 2002 de manos del presidente de Castilla-La Mancha José Bono.